# Euthalia sakota
Euthalia sakota är en fjärilsart som beskrevs av Hans Fruhstorfer 1913. Euthalia sakota ingår i släktet Euthalia och familjen praktfjärilar. Inga underarter finns listade i Catalogue of Life.